# Дурдис, Богумил
Богумил Дурдис (чеш. Bohumil Durdis; 1 марта 1903, Прага, Цислейтания — 16 марта 1983, Копенгаген) — чехословацкий тяжелоатлет. Бронзовый призёр летних Олимпийских игр 1924 года, бронзовый призёр чемпионата мира 1923 года.

## Биография
Богумил Дурдис родился 1 марта 1903 года в австро-венгерском городе Прага (сейчас в Чехии).
Начал заниматься тяжёлой атлетикой во время Первой мировой войны в пражском спортивном клубе «Винограды», затем перешёл во «Вршовице». Неоднократно выигрывал чемпионат Чехословакии.
В 1923 году завоевал бронзовую медаль чемпионата мира в Вене в весовой категории до 67,5 кг, подняв в сумме пятиборья 347,5 кг.
В 1924 году вошёл в состав сборной Чехословакии на летних Олимпийских играх в Париже. В весовой категории до 67,5 кг завоевал бронзовую медаль, подняв в сумме пятиборья 425 кг (70 кг в рывке одной рукой + 82,5 кг в толчке одной рукой + 72,5 кг в жиме + 90 кг в рывке + 110 кг в толчке) и уступив 15 кг завоевавшему золото Эдмону Декоттинье из Франции.
После Второй мировой войны эмигрировал, в итоге поселившись в Дании.
Умер 16 марта 1983 года в датском городе Копенгаген.